# Генералы за мир
«Генералы за мир» (полное название «Генералы и адмиралы за мир»; нем. «Generale und Admirale für den Frieden») — основанная в 1980—1981 годах пацифистская организация, состоявшая из 15-ти высокопоставленных генералов стран-членов НАТО (включая экс-президента Португалии маршала Франсишку да Кошту Гомиша). Выступала против размещения в Западной Европе ракет средней дальности и так называемого «двойного решения». Поддерживалась ГДР, в том числе агентурно.

## История
Организация была основана при активном содействии агента штази (Министерства госбезопасности ГДР) Герхарда Каде. Официально Каде работал в должности преподавателя одного из факультетов Гамбургского университета. Не раскрывая своих связей со спецслужбами ГДР, Каде вышел на генералов, критически относившихся к политике развёртывания ракет НАТО, и способствовал их объединению в общественную организацию под антиамериканскими лозунгами, продвигая при этом идею, что советские ракеты являются сдерживающим противовесом против американских и, таким образом, способствуют делу мира. Согласно отчёту Генерального прокурора при Федеральном суде ФРГ 1993 года, создание группы проходило под кураторством разведывательного управления (de:Hauptverwaltung Aufklärung) Министерства госбезопасности ГДР.
Идея создания организации принадлежала совместно КГБ и штази. Каде сотрудничал не только со штази, но и с КГБ под псевдонимом «Верзила» («Robust»).
Спецслужбы ГДР собирали для организации данные и готовили тексты выступлений для генералов — участников организации. В частности, в 1993 году следствие обнаружило в архивах «штази» заготовку речи, которую произнёс Герт Бастиан.
Ежегодно организация получала от штази субсидию в размере 100000 немецких марок. Как сообщал бывший руководитель штази Маркус Вольф, деньги переводились в виде пожертвований через «Институт политики и экономики». Издательство Pahl-Rugenstein, в котором была опубликована книга «Генералы за мир», также финансировалось спецслужбами ГДР.
24 марта 1986 года западногерманский генерал Герт Бастиан, нидерландский Михил фон Мейенфельдт и двое других генералов присутствовали в Восточном Берлине при пробном просмотре фильма «Генералы», который сняли восточногерманские режиссёры-пропагандисты Вальтер Хайновски и Герхард Шойман. Премьера фильма состоялась 25 сентября 1986 года в присутствии лидера ГДР Э. Хонеккера и членов Политбюро СЕПГ. Фильм также демонстрировался по советскому телевидению.

## Участники
В организацию в разное время входили следующие военачальники:
- Герт Бастиан ( ФРГ);
- Вольф фон Баудиссин[нем.] ( ФРГ);
- Георгиос Куманакос[англ.] ( Греция);
- Франсишку да Кошта Гомиш ( Португалия);
- Антуан Сангинетти[фр.] ( Франция);
- Майкл Харботтл[англ.] ( Великобритания);
- Нино Пасти[итал.] ( Италия);
- Михил (Хил) фон Мейенфелдт[нидерл.] ( Нидерланды);
- Йохан Корен Кристи[англ.] ( Норвегия);

## Исчезновение
После распада Варшавского договора и исчезновения ГДР организация пришла в упадок. Один из её активных деятелей, Герт Бастиан, погиб при неясных обстоятельствах (согласно полицейскому заключению, совершил самоубийство). Несмотря на вскрывшееся сотрудничество организации со штази, большинство её членов сохранило свою репутацию; они продолжали пользоваться уважением общества в своих странах.